# Enzersfeld im Weinviertel
Enzersfeld im Weinviertel is een gemeente in de Oostenrijkse deelstaat Neder-Oostenrijk, gelegen in het district Korneuburg (KO). De gemeente heeft ongeveer 1400 inwoners.

## Geografie
Enzersfeld heeft een oppervlakte van 9,84 km². Het ligt in het noordoosten van het land, iets ten noorden van de hoofdstad Wenen en ten zuiden van de grens met Tsjechië.
Bisamberg · Enzersfeld im Weinviertel · Ernstbrunn · Großmugl · Großrußbach · Hagenbrunn · Harmannsdorf · Hausleiten · Korneuburg · Langenzersdorf · Leitzersdorf · Leobendorf · Niederhollabrunn · Rußbach · Sierndorf · Spillern · Stetteldorf am Wagram · Stetten · Stockerau
- Gemeinsame Normdatei: 4475320-2
- Virtual International Authority File: 241202362
- WorldCat: E39PBJpytyrkKrx4PWvTdXM773